# La Belladone de la tristesse
Pour les articles homonymes, voir Belladonna.
Pour la plante herbacée, voir Belladone.
Pour la série de bande dessinée, voir Belladone (bande dessinée).
La Belladone de la tristesse (哀しみのベラドンナ, Kanashimi no Beradonna) ou Belladonna la sorcière est un film d’animation japonais réalisé par Eiichi Yamamoto et produit par Mushi Production en 1973. Il s’agit d’une libre adaptation d’un essai de Jules Michelet intitulé La Sorcière (1862).
Le film est le dernier opus de la trilogie de films érotiques Animerama, produite par Mushi Production et Osamu Tezuka dans les années 1970.

## Synopsis
L’histoire s’inspire des légendes médiévales autour de la sorcellerie. Une paysanne nommée Jeanne est violée par son seigneur, n’ayant pu obtenir le droit de se marier avec son amour, Jean, faute d’argent. Tous deux sont chassés du château, mais leur amour n’est plus le même et Jean la dédaigne. Le diable séduit alors Jeanne et en fait une sorcière puissante et désirée.

## Dimension artistique
Le film est une œuvre très expérimentale et poétique. L’animation se base avant tout sur une alternance d’illustrations fixes et de plans animés qui se fondent les uns dans les autres, et dont l’aspect visuel est marqué par un dessin particulier. En effet, l’esthétisme des illustrations explore des styles artistiques différents des deux premiers Animerama, en s’inspirant de peintures, d’Art nouveau et d’illustrations de tarot. Les influences les plus notables sont Gustav Klimt, Odilon Redon, Alphonse Mucha, Egon Schiele et Felicien Rops. L’aspect qui en ressort est sensuel, érotique, viscéral - sentiments renforcés par une musique psychédélique.

## Production et diffusion
Contrairement aux deux premiers Animerama, Osamu Tezuka n’a pas participé directement au film, préférant se consacrer à ses projets de mangas. Son influence reste cependant notable dans le style et la narration, particulièrement pour la manière de mettre en scène les séquences érotiques.
La Belladone de la tristesse est diffusé le 30 juin 1973 au Japon. Si le film est salué par la critique, avec une nomination à l'Ours d'or au Festival de Berlin, il ne rencontre en revanche qu’un faible succès. Ce sera d’ailleurs le dernier film du studio Mushi Production avant sa faillite la même année. En 2004, le film est réédité pour une sortie en DVD au Japon, permettant une redécouverte de l’œuvre.
Le film est peu connu à l’étranger, bien qu’il ait été diffusé lors de plusieurs festivals (par exemple à la Biennale d’Orléans en 1995, au « Silent Movie Theatre » de Los Angeles ou au Festival international du film de Locarno). En France, le film est projeté en salle après sa sortie, puis de nouveau en septembre 2013 dans le cadre de L'Étrange festival de Paris au Forum des images, et diffusé sur Arte.
Restauré par le distributeur américain Cinelicious à partir de copies retrouvées dans les archives de Mushi Production, le film ressort en salles en juin 2016.

## Fiche technique
- Titre français : La Belladone de la tristesse
- Titre français alternatif : Belladonna la sorcière[13]
- Titre original : 哀しみのベラドンナ (Kanashimi no Beradonna?)
- D’après l’œuvre de : Jules Michelet
- Réalisateur : Eiichi Yamamoto
- Production: Mushi Production
- Scénariste : Eiichi Yamamoto et Yoshiyuki Fukada
- Musique : Masahiko Satō
- Directeur artistique : Kuni Fukai
- Directeur de l’animation : Gisaburō Sugii
- Directeur du son : Atsumi Tashiro
- Durée : 89 minutes[14]
- Dates de sortie :
  - Japon : 30 juin 1973[14]
  - France : 7 mai 1975[13] - 15 juin 2016 (version restaurée)
- Film interdit aux moins de 12 ans (DVD)

### Animateurs
- Kamakiri Uno
- Seiichi Hayashi
- Chikao Katsui
- Hayao Nobe
- Hirochika Mitsunobu
- Kimoyu Fukata
- Osamu Dezaki
- Reiko Kitagawa
- Shinichi Tsuji
- Shiro Murata
- Shuichi Seki
- Tadakatsu Yoshida
- Tsuneo Maeda
- Yoshiyuki Hane

Source : Kanashimi no Belladonna sur Anime News Network

## Doublage (VO)
- Aiko Nagayama : Jeanne
- Tatsuya Nakadai : le Diable
- Katsutaka Ito : Jean
- Tatsuya Tashiro : la sorcière
- Masaya Takahashi : le baron
- Shigaku Shimegi : la baronne
- Chinatsu Nakayama : le narrateur
- Masakane Yonekura : l’évêque

Source : Kanashimi no Beradonna sur Anime News Network

## Distinctions
- En compétition à la Berlinale 1973[6]
- En compétition au Festival international du film fantastique d'Avoriaz 1975.

## Accueil critique
L'accueil critique est très positif : le site Allociné recense une moyenne des critiques presse de 4,6/5, et des critiques spectateurs à 3,9/5.
Les critiques suivantes ont été publiées à l'occasion de la ressortie du film en version restaurée en 2016.
Pour Marius Chapuis de Libération, La Belladone de la tristesse « émerveille par son audace visuelle. A elle seule, la scène de viol stupéfait par son insoutenable violence symbolique. [...] Belladonna s’épanouit dans un appétit des extrêmes, un mariage entre la modestie d’une animation recourant à l’image fixe et le flamboyant de l’expérimentation. Chargé de donner chair à cette fresque érotico-psyché-art nouveau, le peintre Kuni Fukai passe de l’aquarelle à la gouache, ajoute des collages. [...] Le mélange des techniques d’animation participe aussi de ce tumulte sensoriel où chaque plan devient une expédition. [...] Par sa radicalité, Belladonna échappe au monde de l’animation japonaise pour parler une langue finalement plus proche de celle de René Laloux et Roland Topor dans La Planète sauvage (également sorti en 1973). ».
Pour Jacky Goldberg des Inrockuptibles, Belladonna est une « adaptation flamboyante de La Sorcière de Michelet par un cinéaste d'animation japonais. Une perle rare seventies et une ode lyrique à l'émancipation. [...] La pauvreté apparente de l'animation (beaucoup de translations, de zooms avant ou arrière sur des planches fixes) n'empêche aucunement la beauté de se déployer dans d'extatiques volutes graphiques qui doivent autant à l'expressionnisme (Klimt, Schiele, Mucha) et à l'art nouveau qu’aux expérimentations sous psychotropes so seventies. [...] un pur produit de son époque libertaire, aussi bien formellement qu'idéologiquement, ».